# Pistole fiammeggianti (film 1961)
Pistole fiammeggianti (Gun Fight) è un film del 1961 diretto da Edward L. Cahn.
È un film western statunitense con James Brown, Joan Staley e Gregg Palmer. È un remake (non ufficiale) di Due pistole per due fratelli del 1956.

## Produzione
Il film, diretto da Edward L. Cahn su una sceneggiatura di Gerald Drayson Adams e Richard Schayer e un soggetto dello stesso Adams, fu prodotto da Robert E. Kent per la Zenith Pictures.

## Distribuzione
Il film fu distribuito con il titolo Gun Fight negli Stati Uniti nel maggio del 1961 (première a Los Angeles il 10 maggio) al cinema dalla United Artists.
Altre distribuzioni:
- in Brasile (Tiroteio Infernal)
- in Italia (Pistole fiammeggianti)